# 库尔托梅
库尔托梅（法語：Courtomer，法語發音：[kuʁtɔmɛʁ] ⓘ）是法国奥恩省的一个市镇，属于阿朗松区。

## 地理
库尔托梅（48°37'42"N, 0°21'29"E）面积19.9 平方千米，位于法国诺曼底大区奧恩省，该省份为法国西北部内陆省份，北起顺时针与卡爾瓦多斯省、厄尔省、厄尔-卢瓦省、萨尔特省、马耶讷省和芒什省接壤。
与库尔托梅接壤的市镇（或旧市镇、城区）包括：费里耶尔拉韦尔里、蒙舍夫雷勒、萨尔特河畔圣斯科拉斯、布吕勒马伊、加普雷、勒普朗蒂、旧圣日耳曼、泰利耶尔勒普莱西。

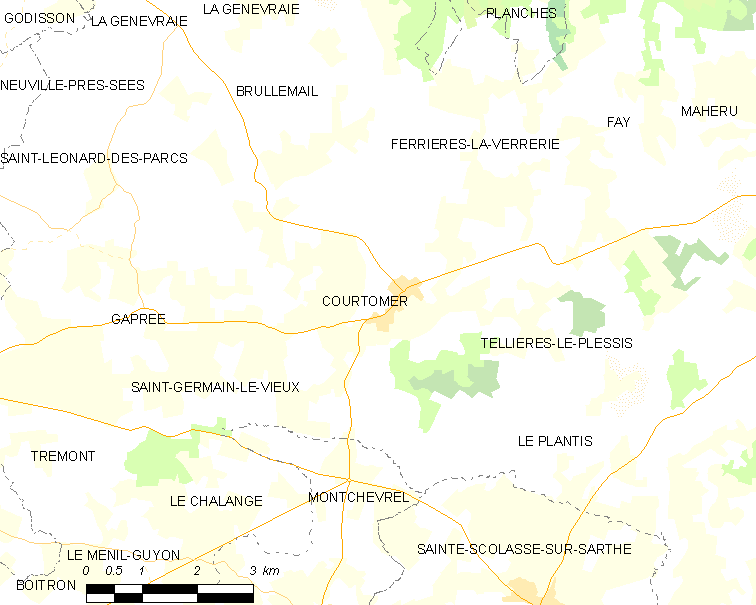
库尔托梅的OSM定位图

库尔托梅的时区为UTC+01:00、UTC+02:00（夏令时）。

## 行政
库尔托梅的邮政编码为61390，INSEE市镇编码为61133。

## 政治
库尔托梅所属的省级选区为埃库沃县。

## 人口

1962-2008年间库尔托梅人口变化图示

库尔托梅于2022年1月1日时的人口数量为725人。